# Pogar (Briansk)
Pogar (ruso: Пога́р) es un asentamiento de tipo urbano de Rusia, capital del raión homónimo en la óblast de Briansk.
En 2021, el asentamiento tenía una población de 9484 habitantes. En su territorio no hay pedanías.
Se ubica unos 120 km al suroeste de la capital regional Briansk, a orillas del río Súdost. Es un cruce de carreteras secundarias, pues se halla a medio camino tanto en la carretera de Póchep a Nóvgorod-Síverski como en la de Starodub a Trubchevsk.

## Historia
Aunque existen restos arqueológicos de un asentamiento eslavo en el lugar desde los siglos VIII-IX, su primera mención en documentos data de 1155, cuando se denominaba "Radoshch" (Радощ), que más tarde cambió su topónimo a "Radogoshch" (Радогощ). Fue destruido en la década de 1230 por la invasión mongola de la Rus de Kiev, pero se reconstruyó como una ciudad y en la segunda mitad del siglo XIV se integró en el Gran Ducado de Lituania. En 1500 Radogoshch pasó a formar parte del principado de Moscú, pero en 1553 fue quemada por los polaco-lituanos, quedando como un despoblado durante varias décadas.
En el siglo XVII se reconstruyó la antigua ciudad con el topónimo "Pogar" ("quemado"). En 1618 se integró en la República de las Dos Naciones, hasta que en 1654 fue recuperada por el Zarato ruso. En esta época adoptó el Derecho de Magdeburgo con privilegios de organizar ferias. Perdió mucha importancia a partir de 1796, cuando se suprimió su uyezd y pasó a formar parte del de Starodub. La RSFS de Rusia la clasificó en 1919 como localidad rural, pero posteriormente la Unión Soviética le dio el estatus de capital distrital en 1929 y el de asentamiento de tipo urbano en 1938.